# آلان باریر
آلان باریر  (به انگلیسی: Alain Barrière؛ ۱۸ نوامبر ۱۹۳۵ – ۱۸ دسامبر ۲۰۱۹) خوانندهٔ فرانسوی بود.
وی نمایندهٔ فرانسه در یوروویژن ۱۹۶۳ بود.
باریر در ۱۸ دسامبر ۲۰۱۹، بر اثر ایست قلبی در سن ۸۴ سالگی درگذشت.